# Mobian
Mobian (mot-valise de mobile et Debian) est un système d'exploitation Linux pour le PinePhone et pour le Librem 5. Totalement indépendant d'Android, Mobian est basé sur un système Debian avec l'interface utilisateur Phosh (Phone shell) développé pour le Librem 5.

## Histoire
,,,,,
En janvier 2021, une édition du PinePhone est vendue avec Mobian pré-installé.